# Ononomiya (Fujiwara)
O Ononomiya (小野宮) foi um ramo do clã Fujiwara fundado pelos descendentes de Fujiwara no Saneyori. 

## Antecedentes
Quando o cargo de Kanpaku foi restaurado em 967 quando o Imperador Reizei ascendeu ao trono, ele foi ocupado por Saneyori e passou a ser conhecido como  Ōno-no-miya-dono .
Alguns anos antes, em 939, já ocorrera uma divergência de posições entre Saneyori e seu irmão mais novo Morosuke então Naidaijin, sobre o papel assumido pelo Shōgun Tadabumi na resolução da rebelião dirigida por Taira no Masakado que gerou uma animosidade permanente entre os irmãos. 
Com a morte de Saneyori em 970 outra grande controvérsia aconteceu entre Yoritada (filho mais velho de Saneyori) e Koretada (filho mais velho de Morosuke) para ver quem assumiria o cargo de Kampaku. A contenda foi ganha por Koretada. A partir daí os descendentes de Saneoyori acabaram se separando dos Hokke e fundaram o Ramo Ononomiya .
Em 969 após a morte de Tadatoshi, seu filho Sanesuke foi adotado por seu avô Saneyori e posteriormente passa a  assumir a liderança do Clã . 

## Lista dos Líderes do Ramo
1. Saneyori , liderou o clã até 970
2. Yoritada , liderou o clã de 970 à 989
3. Sanesuke , liderou o clã de 989 à 1046
4. Sukehira , liderou o clã de 1046 à 1068
5. Sukenaka , liderou o clã de 1068 à 1084
6. Akizane , liderou o clã de 1084 à 1110
7. Sukenobu , liderou o clã de 1110 à 1158